# Finále Fed Cupu 2012
Finále Fed Cupu 2012 se stalo vyvrcholením jubilejního 50. ročníku největší každoročně hrané týmové soutěže v ženském sportu. Fed Cup jako soupeření ženských reprezentačních družstev v tenise vznikl roku 1963. V sezóně 2012 se do soutěže zapojilo 90 týmů a v nejvyšší osmičlenné úrovni – Světové skupině – došly do finále výběry České republiky a Srbska. Český výběr obhájil titul z předchozího ročníku, když vyhrál 3:1 na zápasy.
Dějištěm finále byla ve dnech 3. a 4. listopadu 2012 pražská O2 arena, která se stala první halou na světě, jež hostila finále Fed Cupu i finále Davis Cupu v témže roce. O čtrnáct dnů později v ní český daviscupový tým vyhrál finále mužské soutěže nad družstvem Španělska.
Vrchní rozhodčí finále byla Australanka Pam Whitecrossová. Hlavními rozhodčími zápasů pak Britka Alison Langová a Španěl Enric Molina.

## Pozadí
Česká republika obhajovala vítězství z předchozího ročníku, kdy v moskevském finále porazila Rusko 3:2 na zápasy. Pro Češky to byl první titul od rozdělení československého státu na konci roku 1992. Mezinárodní tenisová federace pojímá český tým jako nástupce československého fedcupového družstva, které v soutěži startovalo pravidelně již od jejího založení v roce 1963. Do statistik jsou tak české reprezentaci připsány všechny výsledky od tohoto data, včetně pěti titulů, které československé tenistky vyhrály v rozmezí let 1975–1988.
Srbsko ve Fed Cupu startuje od roku 1995. Do roku 1992 nastupovaly srbské hráčky za Socialistickou federativní republiku Jugoslávii. V období 1995–2003 reprezentovaly tehdy existující státní útvar Svazová republika Jugoslávie, v letech 2004–2006 pak nástupnickou zemi Srbsko a Černá Hora. Od roku 2007 hrají pod hlavičkou Srbska.

### Utkání Československa a Jugoslávie
Finále mezi českým a srbským týmem bylo prvním vzájemným utkáním. Československo mělo s Jugoslávií aktivní bilanci, když proti ní v minulosti odehrálo tři vzájemné duely s poměrem výher 3:0. Srbské tenistky postoupily do finále Světové skupiny poprvé v historii a před rokem 2012 v ní nevyhrály ani jeden mezistátní zápas.
ČSSR–Jugoslávie 3:0
- 19.–25. května 1980, 2. kolo Světové skupiny, antuka, klub Rot-Weiss T.C., Berlín, Západní Německo[5]

1:0, Tomanová vs. Šašaková 6–3, 6–2
2:0, Mandlíková vs. Jaušovecová 6–3, 6–4
3:0, Brzáková / Budařová vs. Jaušovecová / Šašaková 7–6, 1–6, 6–1
ČSSR–Jugoslávie 3:0
- 15.–22. července 1984, semifinále Světové skupiny, antuka, klub Pinheiros Sports Club, São Paulo, Brazílie[6]

1:0, Suková vs. Golešová 2–6, 6–1, 7–5
2:0, Mandlíková vs. Jaušovecová 2–6, 6–3, 6–4
3:0, Budařová / Skuherská vs. Jaušovecová / Šašaková 6–4, 4–6, 6–4
ČSSR–Jugoslávie 3:0
- 26. července – 2. srpna 1987, 2. kolo Světové skupiny, neznámý povrch, klub Hollyburn C.C., Vancouver, Kanada[7]

1:0, Suková vs. Škuljová 6–2, 6–3
2:0, Mandlíková vs. Golešová 6–4, 6–3
3:0, Novotná / Rajchrtová vs. Golešová / Šašaková 6–4, 5–7, 6–4

## Místo konání
Finále se odehrálo v Praze, hlavním městě České republiky. V O2 areně s kapacitou kolem 14 tisíc sedících diváků byl instalován tenisový dvorec s tvrdým povrchem Novacrylic Ultracushion System. Použity byly míče značky „Wilson Tour Davis Cup“.
O2 Arena se stala prvním krytým stadionem na světě, v němž proběhla finále Fed Cupu a Davis Cupu během jedné sezóny.

## Finalisté

### Česko
Fedcupovému týmu České republiky patřilo v době konání 1. místo na žebříčku ITF. Nehrajícím kapitánem byl Petr Pála. V únorovém čtvrtfinále Světové skupiny Češky porazily na antuce stuttgartské Porsche-Areny Německo 4–1. V dubnovém semifinále pak v ostravské ČEZ Aréně vyhrály nad Itálií také poměrem 4–1 a podruhé v řadě postoupily do finále.
České družstvo mělo na svém kontě šest vítězství v soutěži z let 1975, 1983, 1984, 1985, 1988 a 2011.
Ve středu 24. října odstoupila Petra Kvitová z Turnaje mistryň. Důvodem byl zánět nosohltanu. Následně užívala antibiotika a v pondělí 29. října pak odehrála v pražské O2 areně exhibici s Marií Šarapovovou. Místo plánovaných dvou setů nastoupila k jedinému a ve druhém ji nahradila Lucie Šafářová. Pro zdravotní problémy omezila v týdnu před finále tréninkové dávky.
| Tenistka                                    | Žebříček | Žebříček | Fed Cup | Fed Cup | Sezóna 2012                             | Sezóna 2012                                                         |
| Tenistka                                    | dvouhra  | čtyřhra  | dvouhra | čtyřhra | tituly                                  | finále                                                              |
| ------------------------------------------- | -------- | -------- | ------- | ------- | --------------------------------------- | ------------------------------------------------------------------- |
| Petra Kvitová                               | 8.       | 531.     | 15–4    | 0–1     | Montréald, New Havend                   |                                                                     |
| Lucie Šafářová                              | 17.      | 59.      | 6–9     | 0–1     | Charleston                              | Charlestond                                                         |
| Lucie Hradecká                              | 46.      | 4.       | 1–3     | 3–1     | Auckland, Memphis Cincinnati, Lucemburk | Québecd, Wimbledon, LOH – Londýn New Haven, US Open, Turnaj mistryň |
| Andrea Hlaváčková                           | 65.      | 3.       | 0–1     | 1–0     | Auckland, Memphis Cincinnati, Lucemburk | Wimbledon, LOH – Londýn, New Haven US Open, Turnaj mistryň          |
| d – dvouhra (v ostatních případech čtyřhra) |          |          |         |         |                                         |                                                                     |

### Srbsko
Fedcupovému týmu Srbska patřilo v době konání 4. místo na žebříčku ITF. Nehrajícím kapitánem byl Dejan Vraneš. V únorovém čtvrtfinále Srbky vyhrály historicky první mezistátní zápas ve Světové skupině, když v charleroiské hale Spiroudome pokořily domácí Belgii nejtěsnějším rozdílem 3–2. V dubnovém semifinále pak v moskevské Megasport Aréně zvítězily nad Ruskem stejným poměrem 3–2 a premiérově se probojovaly do finále.
Nejlepším výsledkem srbského týmu před rokem 2012 byla účast ve Světové skupině 2010, v níž Srbky prohrály v úvodním kole s Ruskem.

| Tenistka                                    | Žebříček | Žebříček | Fed Cup | Fed Cup | Sezóna 2012 | Sezóna 2012         |
| Tenistka                                    | dvouhra  | čtyřhra  | dvouhra | čtyřhra | tituly      | finále              |
| ------------------------------------------- | -------- | -------- | ------- | ------- | ----------- | ------------------- |
| Ana Ivanovićová                             | 12.      | –        | 12–5    | 3–2     |             |                     |
| Jelena Jankovićová                          | 22.      | 298.     | 27–7    | 7–5     |             | Birminghamd Dallasd |
| Bojana Jovanovská                           | 55.      | 1056.    | 4–3     | 2–2     | Bakud       |                     |
| Aleksandra Krunićová                        | 163.     | 341.     | 0–2     | 3–1     |             |                     |
| d – dvouhra (v ostatních případech čtyřhra) |          |          |         |         |             |                     |

### Předešlý poměr vzájemných zápasů
Tabulka uvádí poměr vzájemných zápasů hráček českého a srbského týmu ve dvouhře, stejně jako celkový poměr singlových výher a proher (V/P) v sezóně 2012.
|    |                      | Kvitová | Šafářová | Hradecká | Hlaváčková | Ivanović | Janković | Jovanovská | Krunić | Celkem | V/P 2012 |
| 1. | Petra Kvitová        |         | –        | –        | –          | 1–3      | 1–0      | 0–0        | 0–0    | 2–3    | 45–16    |
| 2. | Lucie Šafářová       | –       |          | –        | –          | 3–2      | 1–5      | 0–0        | 1–0    | 2–5    | 32–22    |
| 3. | Lucie Hradecká       | –       | –        |          | –          | 0–1      | 0–0      | 0–0        | 0–0    | 0–1    | 24–21    |
| 4. | Andrea Hlaváčková    | –       | –        | –        |            | 0–1      | 0–0      | 1–0        | 0–1    | 1–2    | 30–25    |
| 5. | Ana Ivanovićová      | 3–1     | 2–3      | 1–0      | 1–0        |          | –        | –          | –      | 7–4    | 36–20    |
| 6. | Jelena Jankovićová   | 0–1     | 5–1      | 0–0      | 0–0        | –        |          | –          | –      | 5–2    | 32–28    |
| 7. | Bojana Jovanovská    | 0–0     | 0–0      | 0–0      | 0–1        | –        | –        |            | –      | 0–1    | 33–30    |
| 8. | Aleksandra Krunićová | 0–0     | 0–1      | 0–0      | 1–0        | –        | –        | –          |        | 1–1    | 28–20    |

## Program
| Finále Fed Cupu 2012  |                                  |                                        |          |      |            |
| Zápas                 | Česko                            | Srbsko                                 | Výsledek | Stav | Statistiky |
| Sobota – 3. listopadu |                                  |                                        |          |      |            |
| 1. dvouhra            | Lucie Šafářová [2]               | Ana Ivanovićová [1]                    | 6–4, 6–3 | 1:0  | statistiky |
| 2. dvouhra            | Petra Kvitová [1]                | Jelena Jankovićová [2]                 | 6–4, 6–1 | 2:0  | statistiky |
| Neděle – 4. listopadu |                                  |                                        |          |      |            |
| 3. dvouhra            | Petra Kvitová [1]                | Ana Ivanovićová [1]                    | 3–6, 5–7 | 2:1  | statistiky |
| 4. dvouhra            | Lucie Šafářová [2]               | Jelena Jankovićová [2]                 | 6–1, 6–1 | 3:1  | statistiky |
| 5. čtyřhra            | Lucie Hradecká Andrea Hlaváčková | Bojana Jovanovská Aleksandra Krunićová | nehráno  |      |            |

## Celkové statistiky zápasů

### 1. dvouhra: Šafářová–Ivanovićová
| Celkové statistiky zápasu                        | Celkové statistiky zápasu    | Celkové statistiky zápasu |
| Šafářová                                         | Statistiky                   | Ivanovićová               |
| ------------------------------------------------ | ---------------------------- | ------------------------- |
| 44 ze 70 = 63 %                                  | % úspěšnosti 1. podání       | 54 ze 79 = 68 %           |
| 3                                                | Esa                          | 4                         |
| 3                                                | Dvojchyby                    | 8                         |
| 29 ze 44 = 66 %                                  | % vítězných míčů u 1. podání | 31 z 54 = 57 %            |
| 14 z 26 = 54 %                                   | % vítězných míčů u 2. podání | 10 z 25 = 40 %            |
| 38 ze 79 = 48 %                                  | Vítězné míče na příjmu       | 27 ze 70 = 39 %           |
| 4 z 10 = 40 %                                    | Proměněné brejkboly          | 1 ze 7 = 14 %             |
| 5 z 10 = 50 %                                    | Náběhy na síť                | 4 z 8 = 50 %              |
| 81                                               | Celkově získané míče         | 68                        |
| 12                                               | Počet vyhraných her          | 7                         |
| Hlavní rozhodčí: Alison Langová (Velká Británie) |                              |                           |

### 2. dvouhra: Kvitová–Jankovićová
| Celkové statistiky zápasu                 | Celkové statistiky zápasu    | Celkové statistiky zápasu |
| Kvitová                                   | Statistiky                   | Jankovićová               |
| ----------------------------------------- | ---------------------------- | ------------------------- |
| 38 z 55 = 69 %                            | % úspěšnosti 1. podání       | 34 z 50 = 68 %            |
| 3                                         | Esa                          | 2                         |
| 4                                         | Dvojchyby                    | 3                         |
| 30 z 38 = 79 %                            | % vítězných míčů u 1. podání | 17 z 34 = 50 %            |
| 7 ze 17 = 41 %                            | % vítězných míčů u 2. podání | 9 z 16 = 56 %             |
| 28                                        | Vítězné míče                 | 15                        |
| 24 z 50 = 48 %                            | Vítězné míče na příjmu       | 18 z 55 = 33 %            |
| 15                                        | Nevynucené chyby             | 13                        |
| 4 ze 7 = 57 %                             | Proměněné brejkboly          | 1 ze 2 = 50 %             |
| 8 z 13 = 62 %                             | Náběhy na síť                | 4 ze 6 = 67 %             |
| 61                                        | Celkově získané míče         | 44                        |
| 12                                        | Počet vyhraných her          | 5                         |
| Hlavní rozhodčí: Enric Molina (Španělsko) |                              |                           |

### 3. dvouhra: Kvitová–Ivanovićová
| Celkové statistiky zápasu                        | Celkové statistiky zápasu     | Celkové statistiky zápasu |
| Kvitová                                          | Statistiky                    | Ivanovićová               |
| ------------------------------------------------ | ----------------------------- | ------------------------- |
| 56 ze 79 = 71 %                                  | % úspěšnosti 1. podání        | 37 z 55 = 67 %            |
| 2                                                | Esa                           | 4                         |
| 2                                                | Dvojchyby                     | 1                         |
| 30 z 56 = 54 %                                   | % vítězných míčů na 1. podání | 31 z 37 = 84 %            |
| 15 z 23 = 65 %                                   | % vítězných míčů u 2. podání  | 9 z 18 = 50 %             |
| 24                                               | Vítězné míčů                  | 29                        |
| 15 z 55 = 27 %                                   | Vítězných míčů na příjmu      | 34 ze 79 = 43 %           |
| 25                                               | Nevynucené chyby              | 22                        |
| 1 ze 2 = 50 %                                    | Proměněné brejkboly           | 4 ze 17 = 24 %            |
| 10 z 16 = 63 %                                   | Náběhy na síť                 | 2 ze 4 = 50 %             |
| 60                                               | Celkově získané míče          | 74                        |
| 13                                               | Počet vyhraných her           | 8                         |
| Hlavní rozhodčí: Alison Langová (Velká Británie) |                               |                           |

### 4. dvouhra: Šafářová–Jankovićová
| Celkové statistiky zápasu                 | Celkové statistiky zápasu    | Celkové statistiky zápasu |
| Šafářová                                  | Statistiky                   | Jankovićová               |
| ----------------------------------------- | ---------------------------- | ------------------------- |
| 30 ze 41 = 73 %                           | % úspěšnosti 1. podání       | 36 z 59 = 61 %            |
| 4                                         | Esa                          | 3                         |
| 0                                         | Dvojchyby                    | 1                         |
| 26 z 30 = 87 %                            | % vítězných míčů u 1. podání | 18 z 36 = 50 %            |
| 4 z 11 = 36 %                             | % vítězných míčů u 2. podání | 8 z 23 = 35 %             |
| 32                                        | Vítězné míče                 | 8                         |
| 33 z 59 = 56 %                            | Vítězné míče na příjmu       | 11 ze 41 = 27 %           |
| 5 z 8 = 63 %                              | Proměněné brejkboly          | 0 ze 2 = 0 %              |
| 11                                        | Nevynucené chyby             | 15                        |
| 10 z 10 = 100 %                           | Náběhy na síť                | 2 z 5 = 40 %              |
| 63                                        | Celkově získané míče         | 37                        |
| 12                                        | Počet vyhraných her          | 2                         |
| Hlavní rozhodčí: Enric Molina (Španělsko) |                              |                           |